# Acrónimo recursivo
Un acrónimo recursivo es aquel que, a diferencia de los acrónimos comunes, no parece explicar del todo su significado completo. Mantiene la estructura de los acrónimos comunes, en el sentido de que sus nombres nacen como resultado de la particular abreviatura de una frase, de la que se seleccionan sólo las iniciales de algunas palabras claves. Sin embargo, en un acrónimo recursivo una de sus letras representa al propio acrónimo. Es una práctica frecuente en el nombramiento de proyectos de software de código abierto; debido a su filosofía podría deberse simplemente a un juego de palabras usada de forma caprichosa por quienes nombran a sus proyectos.[cita requerida] Al igual que una marca, un acrónimo no es una palabra en sí, por lo que su significado depende de quienes lo utilicen y en común acuerdo entre los usuarios; no existen normas que establezcan los criterios al momento de crear un acrónimo por lo tanto no existe impedimentos para que el creador del acrónimo decida darle un significado que lo convierta en «acrónimo recursivo».

## Ejemplos de acrónimos recursivos
El ejemplo más conocido de acrónimo recursivo es GNU, que significa «GNU's Not Unix», ‘GNU no es Unix’. Como se puede apreciar, la G es la sigla recurrente, pues hace referencia al mismo acrónimo. 
Otros ejemplos:
- Lame que significa «Lame, Ain't an MP3 Encoder».[2]
- XNA, la herramienta para desarrollo de videojuegos de Microsoft, significa «XNA (is) Not Acronimed».[3]
- Wine significa «Wine is not (an) emulator».[4]
- PNG originalmente significaba «PNG's Not GIF», aunque ahora es «Portable Network Graphics».[5]
- JOE, el editor de texto en línea de órdenes, significa «Joe's Own Editor».[6]
- Pine, que significa «Pine Is Not Elm» (ambos, Pine y Elm, son clientes de correo electrónico en modo texto para entornos UNIX).[7]
- Nagios, que significa «Nagios Ain't Gonna Insist On Sainthood».[8]

En algunos casos se ha pasado de un acrónimo regular a otro recursivo. Es el caso de:
- RPM, que pasó de significar «RedHat Package Manager» a «RPM Package Manager».[9]
- PHP, que pasó de significar «Personal Home Page» a «PHP Hypertext Preprocessor».[10]

Un caso más complejo es el de Hurd, formado por un par de acrónimos mutuamente recursivos:
- Hurd: «Hird of Unix-Replacing Daemons», siendo «Hird» el acrónimo de «Hurd of Interfaces Representing Depth».[11]

También existe el caso de acrónimos recursivos no oficiales, como es el caso del motor de búsqueda de Microsoft, Bing, del que la creencia popular dice que son las siglas de «Bing Is Not Google».
Otro caso singular es el de UIRA que significa «UIRA isn't (a) recursive acronym» (UIRA no es un acrónimo recursivo), que es una afirmación falsa.